# Martin Wallström

Martin Wallström est un acteur suédois, né le 7 juillet 1983 à Uddevalla.
Il a été révélé par son rôle dans la série télévisée américaine Mr. Robot,.

## Biographie
Carl Martin Gunnar Wallström Milkéwitz est né le 7 juillet 1983 à Uddevalla (Suède).
Il a étudié de 2004 à 2008 à l'Université de Göteborg.

### Vie privée
Il a été marié à Lisa Linnetrop de 2008 à 2021. Ils ont deux enfants, Arvid, né en 2013 et Lila, née en 2019.

## Carrière
Il débute au cinéma en 1998 dans Hela Härligheten de Leif Magnusson.
En 2007 et 2008, il joue dans Arn, chevalier du temple et Arn, le royaume au bout du chemin de Peter Flinth.
En 2010, il tourne dans le film Simple Simon d’Andreas Öhman avec Bill Skarsgård.
En 2013, il retrouve Joel Kinnaman pour la quatrième fois dans Easy Money : Le Dernier Souffle.
En 2015, il tient un rôle secondaire dans la série Mr. Robot avec Rami Malek, Carly Chaikin, Portia Doubleday, Christian Slater et Stephanie Corneliussen. La série s'achève en 2019, après quatre saisons.
Entre 2020 et 2022, il joue dans la série Beck. À la suite de cela, il tient un rôle dans le film Hilma de Lasse Hallström avec Tom Wlaschiha et Lena Olin, ainsi que dans la série Headhunters.

## Filmographie
Sauf indication contraire, les informations mentionnées dans cette section peuvent être confirmées par les bases de données cinématographiques  présentes dans la section « Liens externes ».

### Cinéma

#### Longs métrages
- 1998 : Hela Härligheten de Leif Magnusson : Jörgen
- 2000 : Avant la tempête (Före Stormen) de Reza Parsa : Danne
- 2003 : Hannah med H de Christina Olofson : Un homme à la soirée du Nouvel an
- 2006 : Du & jag de Martin Jern et Emil Larsson : Jens, l’étudiant
- 2007 : Arn, chevalier du temple (Arn, Tempelriddaren) de Peter Flinth : Magnus Månsköld
- 2008 : Arn, le royaume au bout du chemin (Arn - Riket vid vägens slut) de Peter Flinth : Magnus Månsköld
- 2008 : Eldsdansen d'Anders Engström : Frej
- 2009 : Pure (Till det som är vackert) de Lisa Langseth : Mattias
- 2009 : Johan Falk : GSI - Gruppen för särskilda insatser d'Anders Nilsson : Martin Borhulth
- 2009 : Johan Falk : Vapenbröder d'Anders Nilsson : Martin Borhulth
- 2010 : Simple Simon (I rymden finns inga känslor) d’Andreas Öhman : Sam
- 2010 : Pax d'Annette Sjursen : Tim
- 2010 : Sebbe de Babak Najafi : Un voleur de journaux
- 2011 : Beyond the Border (Gränsen) de Richard Holm : Sven Stenström
- 2013 : Easy Money : Le Dernier Souffle (Easy Money III : Life Deluxe) de Jens Jonsson : Martin Hägerström
- 2013 : Ego de Lisa James Larsson : Sebastian Silverberg
- 2014 : Remake d'Andreas Öhman et Per Gavatin : Martin
- 2014 : Stockholm Stories de Karin Fahlén : Johan
- 2015 : Nirbashito de Churni Ganguly : Gustav
- 2017 : Ashes in the Snow de Marius A. Markevicius : Nikolai Kretzsky
- 2018 : Parallel de Isaac Ezban : Noel Eggerton
- 2022 : Hilma de Lasse Hallström : Le neveu d'Hilma
- 2024 : Stöld  d'Elle Márjá Eira : Robert

#### Courts métrages
- 2001 : Ingen återvändo de Safin Taki : Martin
- 2013 : Vid skogens rand de Mikael Drake : Jack
- 2020 : Passagen de Sara Törnkvist : Sonen

### Télévision

#### Séries télévisées
- 2002 : Olivia Twist : Bosse
- 2003 : En ö i havet : Ragnar
- 2004 : Les Enquêtes du commissaire Winter (Kommissarie Winter) : Un meurtrier
- 2004 : Danslärarens återkomst : Ung Molin
- 2005 / 2010 : Wallander : Enquêtes criminelles (Wallander) : Jens / Johan Rasmusson
- 2007 : Upp till kamp : Roger
- 2007 : Irene Huss : Frej
- 2009 : Commissaire Anders (Der Kommissar und das Meer) : Mats Östlund
- 2009 : Oskyldigt dömd : Anders Hellman
- 2009 : 183 dagar : Un homme au bar
- 2010 : Arn : Magnus Månsköld
- 2010 - 2011 : Drottningoffret : Johnny
- 2011 : Maria Wen : Jesper
- 2013 : Meurtres à Sandhamn (Morden i Sandhamn) : Magnus
- 2014 : Les Héritiers (Arvingerne) : Matti
- 2015 - 2019 : Mr. Robot : Tyrell Wellick
- 2017 : Jeff & Some Aliens : Gustav / Un ambulancier (voix)
- 2020 : Den sista sommaren : Polis
- 2020 - 2022 : Beck : Josef Eriksson
- 2022 : Chasseurs de têtes (Hodejegerne) : Jon Christian Wiklund

#### Téléfilms
- 2008 : Selma d'Erik Leijonborg : Nils adulte
- 2009 : Stenhuggaren d'Emiliano Goessens : Anders Andersson

### Clips
- 2018 : I Am Above du groupe In Flames[3]